# 巴达尔·穆拉江
巴达尔·阿马亚科维奇·穆拉江（俄语：Бадал Амаякович Мурадян；1915年1月8日—1991年9月30日），亚美尼亚族，苏联党和国家领导人。曾任亚共埃里温州斯大林区委第一书记、埃里温市委第一书记、亚美尼亚苏维埃社会主义共和国部长会议主席，亚美尼亚苏维埃社会主义共和国国家计划委员会副主席等职。

## 生平
- 1915年1月8日出生于埃里温省埃奇米亚津区瓦尔达纳申村。
- 1934年-1937年，埃里温化工学院学习。
- 1937年-1938年，列宁格勒市合成橡胶厂值班主管。
- 1938年-1939年，埃里温化学实验室主任。
- 1939年-1942年，埃里温马克思理工学院学习。
- 1942年-1943年，苏联红军服役。
- 1943年-1945年，Aznefterazvedka公司地质学家。
- 1945年-1948年，埃里温马克思理工学院学习。
- 1948年-1953年，埃里温市基洛夫合成橡胶厂值班主管、科室副主任、车间主任。1951年3月加入联共（布）。
- 1953年-1955年，亚共埃里温市基洛夫合成橡胶厂车间党支部书记。
- 1955年-1957年，亚共埃里温州斯大林地区区委第一书记。
- 1957年-1961年2月，埃里温市基洛夫合成橡胶厂车间主任。
- 1961年2月-1966年2月，亚共埃里温市委第一书记。
- 1966年2月-1976年11月，亚美尼亚苏维埃社会主义共和国部长会议主席。期间，1972年11月-1976年，埃里温市基洛夫化工厂技术部副部长。
- 1977年-1981年，埃里温“奈瑞特”科学生产协会理事长。
- 1981年-1991年9月，亚美尼亚苏维埃社会主义共和国国家计划委员会副主席兼国家计划委员会首席专家。
- 1991年9月30日于埃里温逝世，享年76岁。

穆拉江是苏共22-24大代表；第23-24届中央候补委员；第6、8届苏联最高苏维埃民族院代表，第7届苏联最高苏维埃联盟院代表；第10届亚美尼亚苏维埃社会主义共和国最高苏维埃代表。

## 荣誉
- 列宁勋章